# Чемпіонат світу з кросу 1974
Чемпіонат світу з кросу 1974 був проведений 16 березня в італійській Монці на іподромі «Мірабелло».
Місце кожної країни у командному заліку серед дорослих чоловічих команд визначалося сумою місць, які посіли перші шестеро спортсменів цієї країни. При визначенні місць дорослих жіночих та юніорських чоловічих команд брались до уваги перші чотири результати відповідно.

## Чоловіки
| Першість | Золото | Золото                            | Срібло | Срібло                            | Бронза | Бронза                             |
| -------- | --- | --------------------------------- | --- | --------------------------------- | --- | ---------------------------------- |
| Особиста | Ерік де Бек Бельгія                                                                                             | 35.23,8                           | Маріано Аро Іспанія | 35.24,6                           | Карел Лісмонт Бельгія | 35.26,6                            |
| Командна | БельгіяЕрік де Бек Карел Лісмонт Марк Смет Гастон Рулантс Франк Гріллерт Ерік Гейзелінк Ахілл Вес Хендрік Схофс | 103 очки1 3 13 14 27 45 (50) (75) | АнгліяРей Смедлі Девід Блек Берні Форд Гренвілл Так Френк Бріскоу Майк Бівор Майк Тегг Роберт Паттерсон Пітер Стендінг | 1097 9 11 16 30 36 (40) (69) (94) | ФранціяНоель Тіжу Люсьєн Ро П'єр Льярде Жан-Жак Пріанон Рене Журдан Жан-Поль Гомес Андре Глоаген Франсуа Лакур Жан-Жак Буару | 2158 20 38 39 49 61 (83) (85) (87) |

| Першість | Золото                                                                        | Золото                    | Срібло                                                                     | Срібло           | Бронза                                                                                                  | Бронза                 |
| -------- | ----------------------------------------------------------------------------- | ------------------------- | -------------------------------------------------------------------------- | ---------------- | --- | ---------------------- |
| Особиста | Річ Кімболл США                                                               | 21.30,8                   | Венанціо Ортіс Італія                                                      | 21.33,0          | Джон Трісі Ірландія                                                                                     | 21.42,4                |
| Командна | СШАРіч Кімболл Метт Сентровіц Джон Роскоу Пет Дейві Майк Піноччі Джей Гріффін | 22 очки1 5 6 10 (15) (18) | МароккоБушаїб Зухрі Мохамед Наумі Хамаді Массуді Яг'я Хадка Ахмед Сеннаджі | 587 8 21 22 (40) | ІталіяВенанціо Ортіс Джузеппе Гербі Стефано ла Сала Сальваторе Анца Джанкарло Гараттіні Маттео ло Руссо | 902 24 25 39 (43) (65) |

## Жінки
| Першість | Золото                                                                          | Золото                    | Срібло                                                                                             | Срібло                 | Бронза                                                            | Бронза      |
| -------- | ------------------------------------------------------------------------------- | ------------------------- | -------------------------------------------------------------------------------------------------- | ---------------------- | ----------------------------------------------------------------- | ----------- |
| Особиста | Паола Піньї Італія                                                              | 12.42,0                   | Ніна Голмен Фінляндія                                                                              | 12.47,6                | Ріта Рідлі Англія                                                 | 12.54,0     |
| Командна | АнгліяРіта Рідлі Енн Йомен Джойс Сміт Керол Гулд Крістін Трантер Глініс Гудберн | 28 очок3 4 7 14 (15) (22) | ІталіяПаола Піньї Маргеріта Гаргано Сільвана Кручата Бруна Ловізоло Вальтрауд Еггер Джованна Леоне | 501 10 13 26 (47) (57) | ФінляндіяНіна Голмен Пірйо Віхонен Сінікка Тюуйнеля Ір'я Петтінен | 612 5 16 38 |

## Медальний залік
| Місце               | Країна              | Золото | Срібло | Бронза | Загалом |
| ------------------- | ------------------- | ------ | ------ | ------ | ------- |
| 1                   | Бельгія             | 2      | 0      | 1      | 3       |
| 2                   | США                 | 2      | 0      | 0      | 2       |
| 3                   | Італія              | 1      | 2      | 1      | 4       |
| 4                   | Англія              | 1      | 1      | 1      | 3       |
| 5                   | Фінляндія           | 0      | 1      | 1      | 2       |
| 6                   | Іспанія             | 0      | 1      | 0      | 1       |
| 6                   | Марокко             | 0      | 1      | 0      | 1       |
| 8                   | Ірландія            | 0      | 0      | 1      | 1       |
| 8                   | Франція             | 0      | 0      | 1      | 1       |
| Загалом (9 збірних) | Загалом (9 збірних) | 6      | 6      | 6      | 18      |

## Українці на чемпіонаті
Збірна СРСР та, відповідно, українські легкоатлети у її складі участі в чемпіонаті не брали.